# Dret a la justícia
El Dret a la justícia és un principi que consisteix en donar dret a tota persona a poder accedir de forma efectiva als òrgans d'administració de justícia per fer valer els seus drets i interessos, ja siguin col·lectius, particulars o difusos, a obtenir tutela efectiva dels mateixos òrgans i obtenir una decisió en un termini raonable de temps.
Un dels principals obstacles per accedir a la justícia són els costos de representació i d'assessorament jurídic. Per això, els programes d'assistència lletrada són pilars bàsics en les estratègies d'accés a la justícia. Per això, el desembre de 2012, l'assemblea general de les Nacions Unides va aprovar el document de principis i guies sobre l'accés a l'assistència jurídica en els sistemes de justícia (resolució 67/187). Aquest document estableix unes normes bàsiques sobre el dret a l'assistència jurídica i ofereix orientació pràctica sobre la manera de garantir l'accés a serveis eficaços d'assistència lletrada en matèria penal.
Altres forma de contravenir aquest drets són les execucions extrajudicials o l'aplicació de la justícia militar a civils, la brutalitat policial, les condicions inhumanes a les presons o els període prolongats de detenció preventiva.

## El dret a la justícia en l'àmbit dels drets humans
El Dret a la justícia és un garantia consagrada en la Declaració Universal dels Drets Humans i en tractats internacionals sobre drets humans, com ara la Convenció Americana sobre Drets Humans, Pacte de San José de Costa Rica i per la Convenció Europea de Drets Humans.
| «                                                        | Tota persona té el dret arreu al reconeixement de la seva personalitat jurídica. | » |
| — Article 6 de la Declaració Universal dels Drets Humans |                                                                                  |   |

| «                                                        | Tots són iguals davant la llei i tenen dret, sense cap distinció, a igual protecció per la llei. Tots tenen dret a igual protecció contra qualsevol discriminació que violi aquesta Declaració i contra qualsevol incitació a una tal discriminació. | » |
| — Article 7 de la Declaració Universal dels Drets Humans | |   |

| «                                                        | Tota persona té dret a un recurs efectiu prop dels tribunals nacionals competents que l'empari contra actes que violin els seus drets fonamentals reconeguts per la constitució o per la llei. | » |
| — Article 8 de la Declaració Universal dels Drets Humans | |   |

| «                                                         | Tota persona té dret, en condicions de plena igualtat, a ser escoltada públicament i amb justícia per un tribunal independent i imparcial, per a la determinació dels seus drets i obligacions o per a l'examen de qualsevol acusació contra ella en matèria penal. | » |
| — Article 10 de la Declaració Universal dels Drets Humans | |   |